# Carlo Giovanni Bernadotte
Carlo Giovanni Bernadotte, nome completo Carl Johan Arthur Bernadotte, (Stoccolma, 31 ottobre 1916 – Ängelholm, 5 maggio 2012) era un membro della Casa reale di Svezia. Fu principe di Svezia e duca di Dalarna dalla nascita fino al 1946, quando fu privato dei titoli, in seguito, a partire dal 2 luglio 1951, fu creato Principe Bernadotte e Conte di Wisborg.

## Biografia

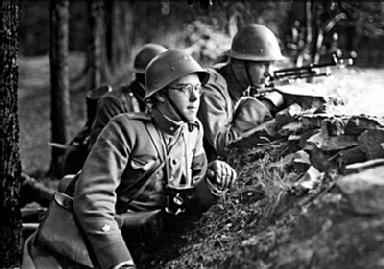
Il principe Carlo Giovanni nel 1938

Carlo Giovanni era l'ultimo dei figli di re Gustavo VI Adolfo di Svezia (1882-1973) e della sua prima moglie Margherita di Sassonia-Coburgo-Gotha (1882-1920), al momento della sua nascita principi ereditari di Svezia.

I suoi nonni paterni erano il re Gustavo V di Svezia (1858-1950) e la regina Vittoria di Baden (1862-1930), quelli materni il principe Arturo di Sassonia-Coburgo-Gotha (1850-1942) e la principessa Luisa Margherita di Prussia. Era pronipote della regina Vittoria del Regno Unito e anche dell'imperatore Guglielmo I di Germania.
Durante la Seconda guerra mondiale rifiutò l'offerta di diventare re di Ungheria.
Perdette i suoi titoli reali e il suo diritto nella linea di successione dinastica quando si sposò, il 19 febbraio 1946 nella città di New York, con Elin Kerstin Margareta Wijkmark, di origini non nobili, figlia del teologo Oscar Henning Wilhelm Wijkmark e di Elin Mathilda Larsson. La granduchessa Carlotta di Lussemburgo, sua parente, gli concesse, il 2 luglio 1951, il titolo di Principe Bernadotte e Conte di Wisborg.
Dopo la morte della prima moglie Carlo Giovanni contrasse un secondo matrimonio, il 29 settembre 1988 nella città di Copenaghen, con Gunilla Märta Louise contessa Watchmeister af Johannishus, di origini estoni, figlia di Nils Claes Ludvig conte Wachtmeister af Johannishus e di Martha Ebba Carolina baronessa de Geer di Leufstra.
Non avendo avuto figli naturali, adottò con la prima moglie:
- Monica Kristina Margaretha Bernadotte, nata il 5 marzo 1948;
- Christian Carl Henning Bernadotte, nato il 3 dicembre 1949.

Dal 2002 al 2012 fu il più anziano discendente della regina Vittoria del Regno Unito. Morì a 95 anni il 5 maggio 2012.

## Albero genealogico
|                                      |                                   |                                        | Genitori                              |  |  | Nonni |  |  | Bisnonni           |  |  | Trisnonni         |  |
|                                      |                                   |                                        |                                       |  |  |       |  |  | Oscar II di Svezia |  |  | Oscar I di Svezia |  |
|                                      |                                   |                                        |                                       |  |  |       |  |  | Oscar II di Svezia |  |  | Oscar I di Svezia |  |
|                                      |                                   | Giuseppina di Leuchtenberg             |                                       |  |  |       |  |  | Oscar II di Svezia |  |  |                   |  |
| Gustavo V di Svezia                  |                                   |                                        |                                       |  |  |       |  |  | Oscar II di Svezia |  |  |                   |  |
|                                      |                                   | Sofia di Nassau                        | Guglielmo di Nassau                   |  |  |       |  |  |                    |  |  |                   |  |
|                                      |                                   | Sofia di Nassau                        | Guglielmo di Nassau                   |  |  |       |  |  |                    |  |  |                   |  |
|                                      |                                   | Sofia di Nassau                        | Paolina di Württemberg                |  |  |       |  |  |                    |  |  |                   |  |
| Gustavo VI Adolfo di Svezia          |                                   | Sofia di Nassau                        |                                       |  |  |       |  |  |                    |  |  |                   |  |
|                                      |                                   | Federico I di Baden                    | Leopoldo di Baden                     |  |  |       |  |  |                    |  |  |                   |  |
|                                      |                                   | Federico I di Baden                    | Leopoldo di Baden                     |  |  |       |  |  |                    |  |  |                   |  |
|                                      |                                   | Federico I di Baden                    | Sofia Guglielmina di Svezia           |  |  |       |  |  |                    |  |  |                   |  |
| Vittoria di Baden                    |                                   | Federico I di Baden                    |                                       |  |  |       |  |  |                    |  |  |                   |  |
|                                      |                                   | Luisa di Prussia                       | Guglielmo I di Germania               |  |  |       |  |  |                    |  |  |                   |  |
|                                      |                                   | Luisa di Prussia                       | Guglielmo I di Germania               |  |  |       |  |  |                    |  |  |                   |  |
|                                      |                                   | Luisa di Prussia                       | Augusta di Sassonia-Weimar-Eisenach   |  |  |       |  |  |                    |  |  |                   |  |
| Carlo Giovanni Bernadotte            |                                   | Luisa di Prussia                       |                                       |  |  |       |  |  |                    |  |  |                   |  |
|                                      | Alberto di Sassonia-Coburgo-Gotha | Ernesto I di Sassonia-Coburgo-Saalfeld |                                       |  |  |       |  |  |                    |  |  |                   |  |
|                                      | Alberto di Sassonia-Coburgo-Gotha | Ernesto I di Sassonia-Coburgo-Saalfeld |                                       |  |  |       |  |  |                    |  |  |                   |  |
|                                      | Alberto di Sassonia-Coburgo-Gotha | Luisa di Sassonia-Gotha-Altenburg      |                                       |  |  |       |  |  |                    |  |  |                   |  |
| Arturo di Sassonia-Coburgo-Gotha     | Alberto di Sassonia-Coburgo-Gotha |                                        |                                       |  |  |       |  |  |                    |  |  |                   |  |
|                                      |                                   | Vittoria del Regno Unito               | Edoardo Augusto di Hannover           |  |  |       |  |  |                    |  |  |                   |  |
|                                      |                                   | Vittoria del Regno Unito               | Edoardo Augusto di Hannover           |  |  |       |  |  |                    |  |  |                   |  |
|                                      |                                   | Vittoria del Regno Unito               | Vittoria di Sassonia-Coburgo-Saalfeld |  |  |       |  |  |                    |  |  |                   |  |
| Margherita di Sassonia-Coburgo-Gotha |                                   | Vittoria del Regno Unito               |                                       |  |  |       |  |  |                    |  |  |                   |  |
|                                      |                                   | Federico Carlo di Prussia              | Carlo di Prussia                      |  |  |       |  |  |                    |  |  |                   |  |
|                                      |                                   | Federico Carlo di Prussia              | Carlo di Prussia                      |  |  |       |  |  |                    |  |  |                   |  |
|                                      |                                   | Federico Carlo di Prussia              | Maria di Sassonia-Weimar-Eisenach     |  |  |       |  |  |                    |  |  |                   |  |
| Luisa Margherita di Prussia          |                                   | Federico Carlo di Prussia              |                                       |  |  |       |  |  |                    |  |  |                   |  |
|                                      |                                   | Maria Anna di Anhalt                   | Leopoldo IV di Anhalt-Dessau          |  |  |       |  |  |                    |  |  |                   |  |
|                                      |                                   | Maria Anna di Anhalt                   | Leopoldo IV di Anhalt-Dessau          |  |  |       |  |  |                    |  |  |                   |  |
|                                      |                                   | Maria Anna di Anhalt                   | Federica di Prussia                   |  |  |       |  |  |                    |  |  |                   |  |
|                                      |                                   | Maria Anna di Anhalt                   |                                       |  |  |       |  |  |                    |  |  |                   |  |